# Monti lusaziani
I Monti lusaziani (in ceco: Lužické hory, tedesco: Lausitzer Gebirge, in Germania chiamati Zittauer Gebirge) sono una catena montuosa dell'Europa, al confine sud-orientale della Germania e della Repubblica Ceca, a est del fiume Elba. 
I Monti lusaziani fanno parte del gruppo montuoso dei Sudeti Occidentali, che sono la porzione occidentale della catena dei Sudeti. Sono posizionati nel territorio della Lusazia e, per la maggior parte, della Boemia a est dei Monti dei Giganti.
La cima più alta è la Luž (tedesco: Lausche), 793 m. Tra le altre principali cime ci sono il Pěnkavčí vrch (Finkenkoppe) 792 m, la Jedlová (Tannenberg) 774 m, il Klíč (Kleis) 760 m, lo Hvozd (Hochwald) 750 m e lo Studenec (Kaltenberg) 736 m.

## Galleria d'immagini

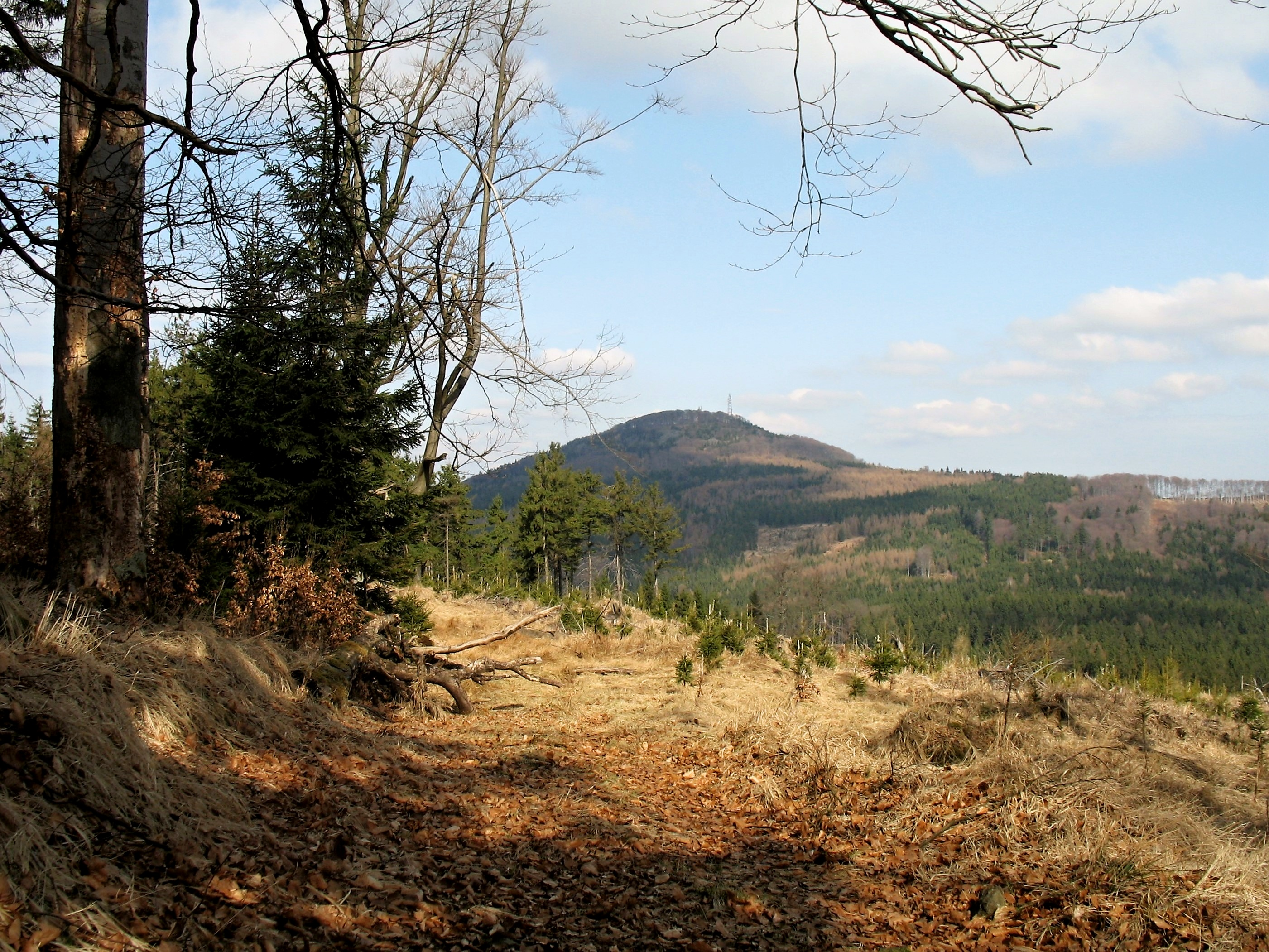
Monte Jedlová
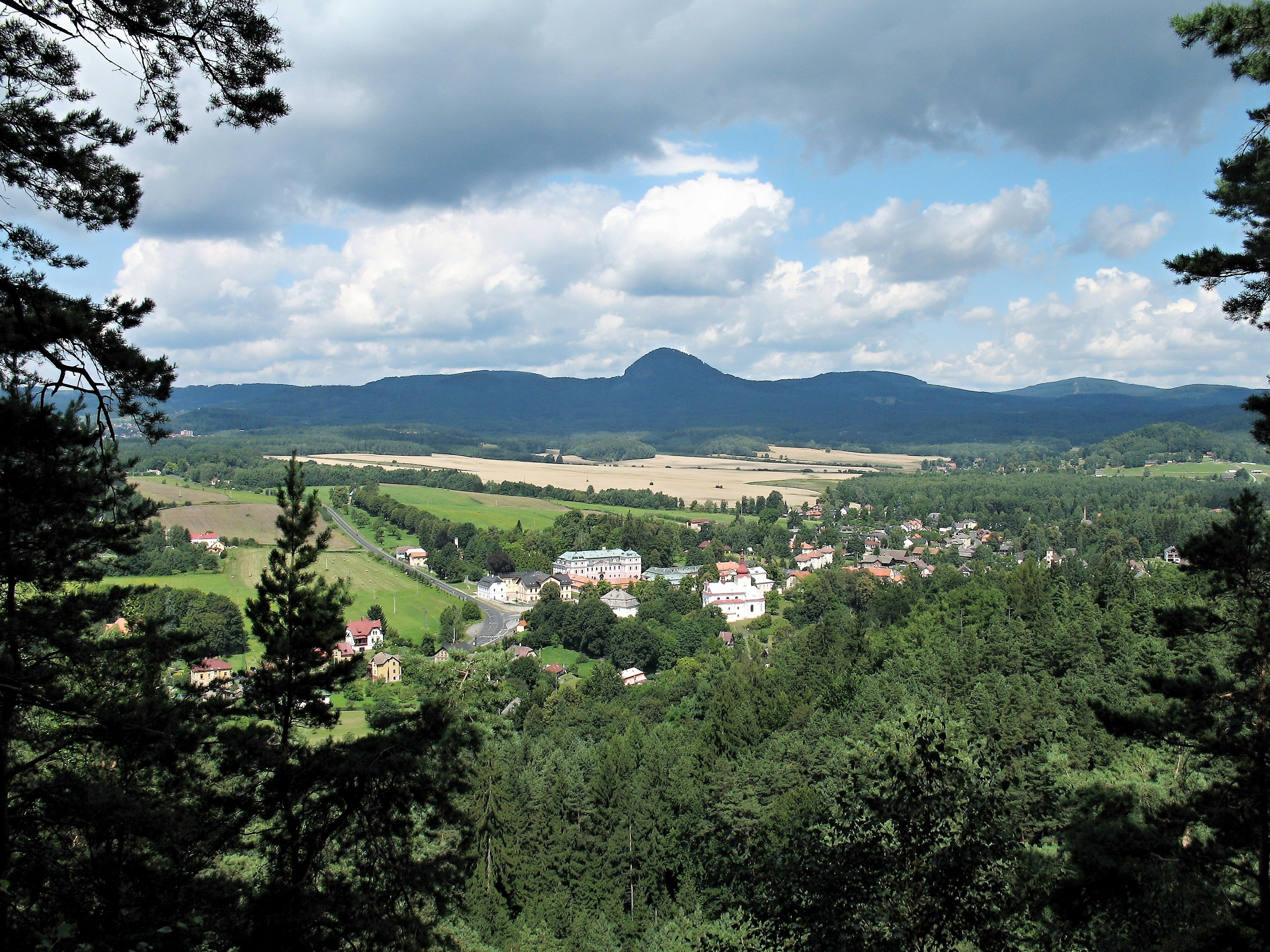
Monte Klíč, vista da Sloup
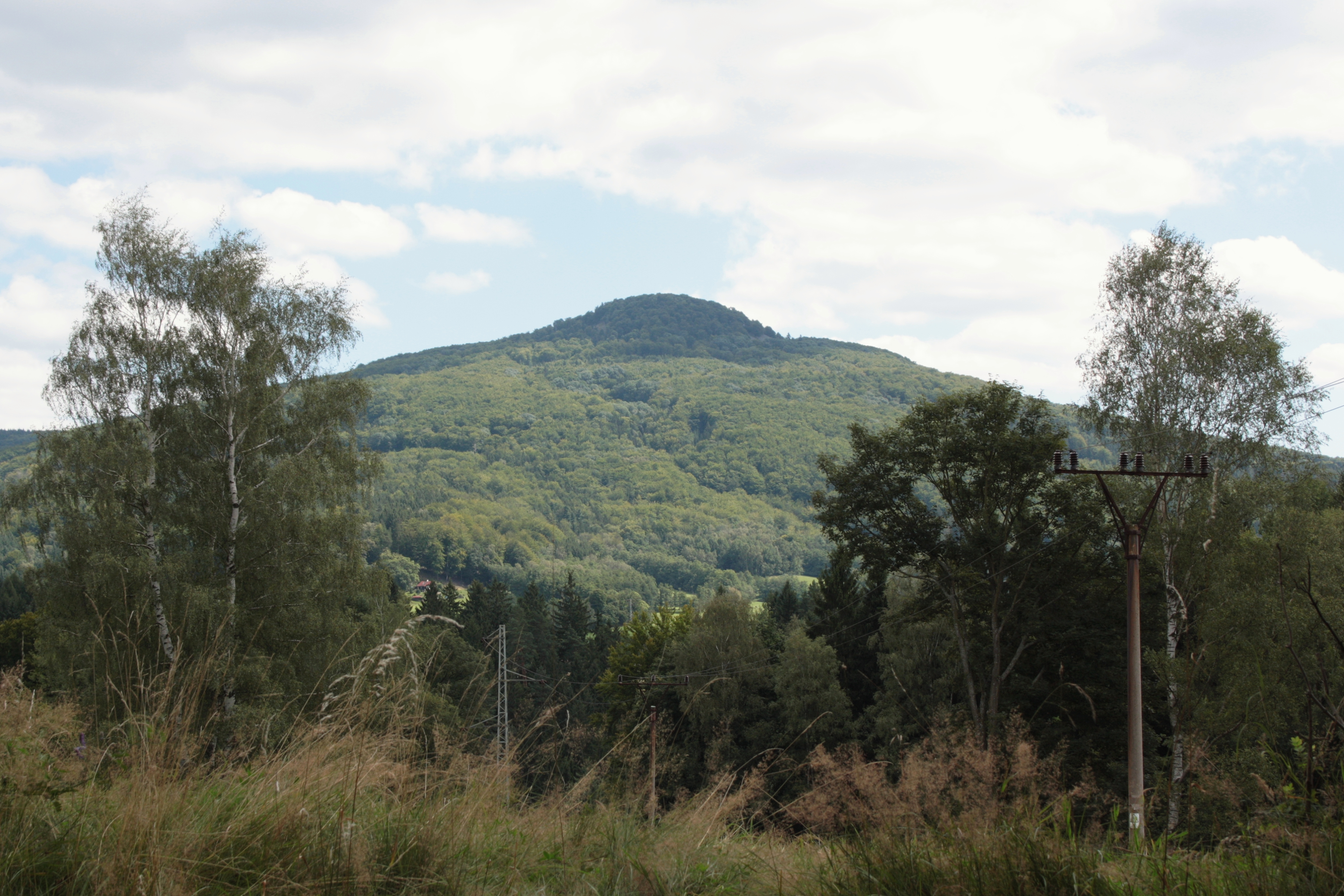
Monte Studenec
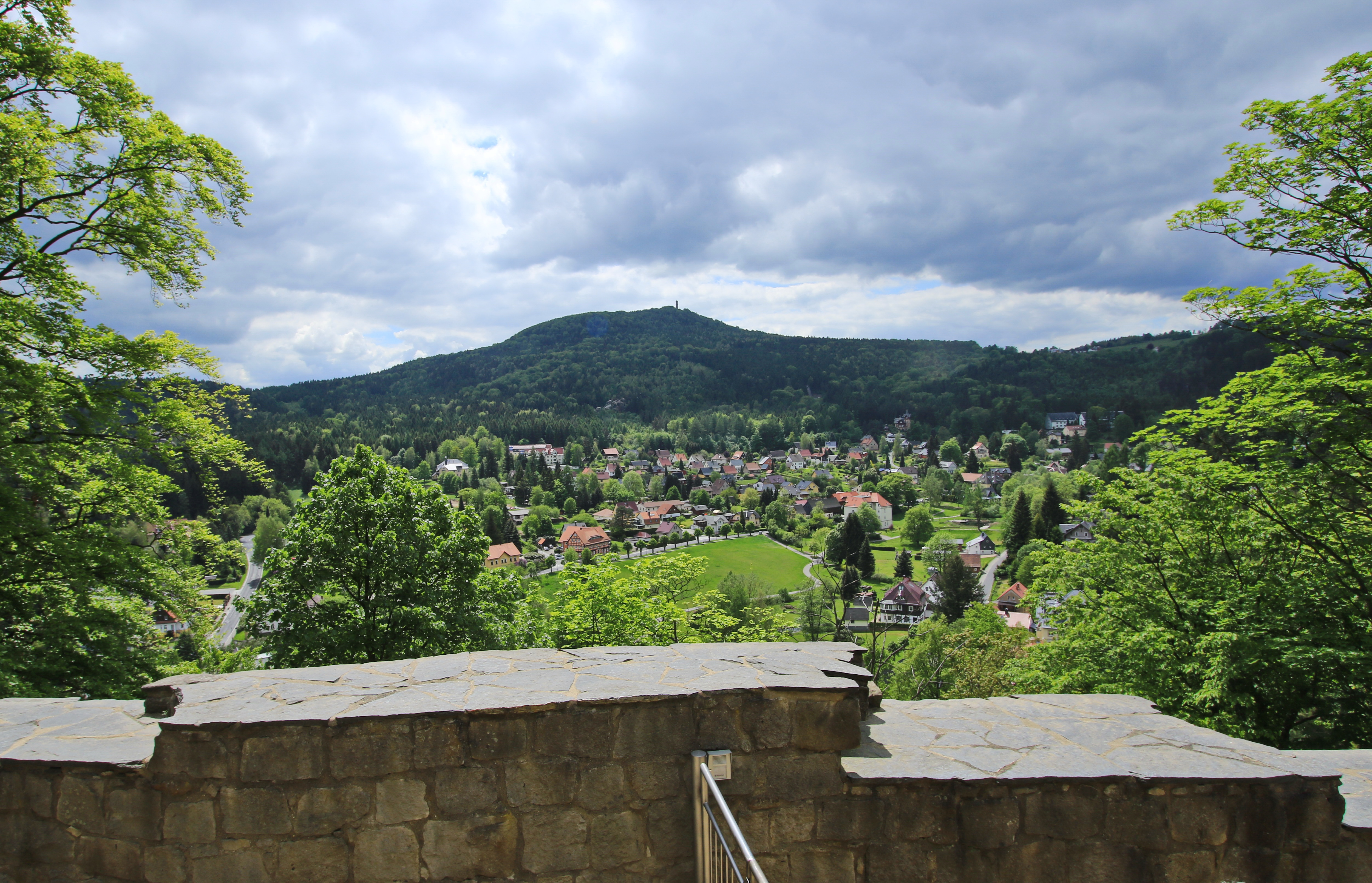
Hvozd (Hochwald), vista dal castello di Oybin
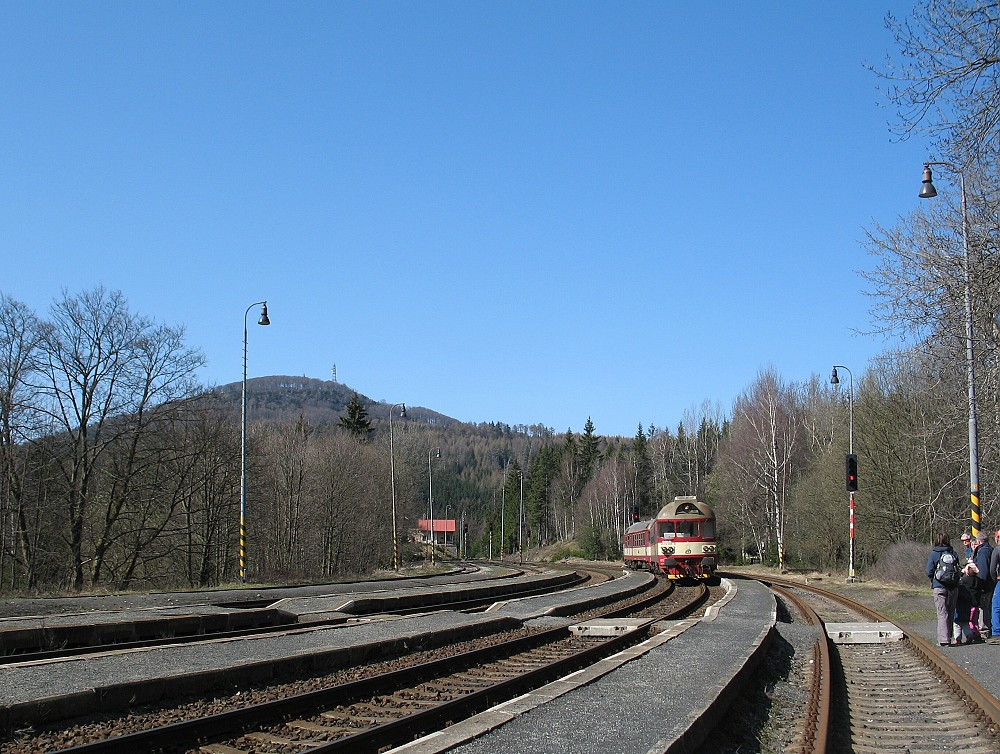
Monte Jedlová e omonima stazione